# Polski Fiat 621
Il Polski Fiat 621 era un autocarro prodotto in Polonia su licenza Fiat dal 1935 al 1939. Il modello è stato realizzato per sostituire la vecchia Ursus A.

## Storia
A seguito del contratto di licenza siglato il 21 settembre 1931 tra Fiat e PZInż, la Polonia iniziò la produzione di un autocarro con una portata di 2,5 tonnellate. Il modello Fiat 621, nelle versioni L (telaio lungo) e R (telaio ribassato per autobus), venne selezionato per la produzione grazie alla buona reputazione di robustezza e semplicità costruttiva. Sfortunatamente, nelle condizioni stradali polacche, la sua durata si rivelò insufficiente e la PZInż sviluppò le seguenti modifiche:
- rinforzo del telaio (telaio, assale anteriore, asse posteriore, sospensioni a molle e ammortizzatori e semiassi);
- aumentando del passo;
- rinforzo del fissaggio della porta nella cabina di guida;
- serbatoio del carburante con capacità maggiorata;
- realizzare il blocco motore con materiali di qualità superiore;
- carburatore originale Weber sostituito dal francese Solex, più semplice ed economico.

La produzione del mezzo iniziò nel 1935 e inizialmente veniva assemblato con componenti italiane, che nel 1939 costituivano solo il 10% del veicolo. Al momento dell'entrata in produzione, il modello era già un relativamente obsoleto e si prevedeva di sostituirlo con modelli propri della PZInż come il PZInż 703.

## Varianti
Gli autocarri uscivano dagli stabilimenti PZInż sotto forma di telaio completo con una paratia anteriore (che separava il vano di guida dal vano motore) dotato di un cruscotto con apparecchiature e comandi completi, in modo da poter essere guidati e trasferiti su ruote, dopo aver sistemato un posto di guida di fortuna sul telaio. 
Per le esigenze dell'esercito, i telai venivano allestiti dalla "Carrozzeria Speciale FSOiP" con cabine di guida in legno e acciaio dalla caratteristica forma squadrata e cassone di carico in legno. Per il mercato civile, sostanzialmente i telai venivano venduti tramite la società per azioni Polski Fiat alle carrozzerie private che poi provvedevano all'allestimento, molto spesso secondo i disegni della stessa PZInż (come la Fiat 618).

### 621L
Gli autocarri Polski Fiat 621L furono allestiti in molte varianti oltre a quella civile: ambulanza, antincendio, per polizia, versione aeroportuale con cassone aperto per 8 persone, veicolo di comando con stazione radio, officina da campo, versione motrice, ad esempio di un semirimorchio con cisterna da 4.500 litri combinato con una motopompa con una capacità di 800 o 2200 l/min (quest'ultimo allestimento è stato utilizzato nei vigili del fuoco di Varsavia). Venne utilizzato anche come base per l'autocannone antiaereo da 75 mm wz. 14.

### 621R
Gli autocarri Polski Fiat 621R erano la variante più pesante ed erano destinati alla realizzazione di autobus, oltre che di autocarri da 3 tonnellate. Rispetto ai Fiat 621L, presentavano le seguenti modifiche:
- telaio allungato e ribassato in modo che i longheroni fossero piegati sull'asse posteriore;
- passo ulteriormente aumentato;
- modifica del rapporto di trasmissione (la velocità massima è aumentata dai 50 km/h nel modello L a 64 km/h, ma la capacità di salita era diminuita);
- cunei fermaruota per lo stazionamento in pendenza;
- semiassi alleggeriti.

Come risultato di queste modifiche, il peso a vuoto del telaio era aumentato di 50 kg (a 1.705 kg) e il raggio di sterzata risultava leggermente aumentato. Questo telaio venne utilizzato per autobus da 22 posti in due versioni, interurbano e turistico.
Negli anni 1935-39 uscirono dalla Carrozzeria Speciale FSOiP PZInż circa 13 mila telai 621L e R, di cui circa 9.400 autocarri medi e circa 2.800 telai e autobus 621 R. I restanti veicoli furono utilizzati come base per le versioni militari speciali, incluso l'autocarro semicingolato wz. 34 e il trattore d'artiglieria semicingolato C4P. 
Un autocarro da 3 tonnellate su telaio R e un carro antincendio su telaio L sono conservati nel Museo della Tecnologia di Varsavia. Una versione autopompa antincendo L si trova nel Museo dei Pompieri di Mysłowice e altri esemplari sono in mani private. 
Il 9 giugno 2013, l'Associazione Storica "Historica" ha presentato per la prima volta al pubblico la sua replica del Polski Fiat 621L "Tur", realizzata ex novo, durante la festa del 56º Reggimento fanteria.

## Galleria d'immagini

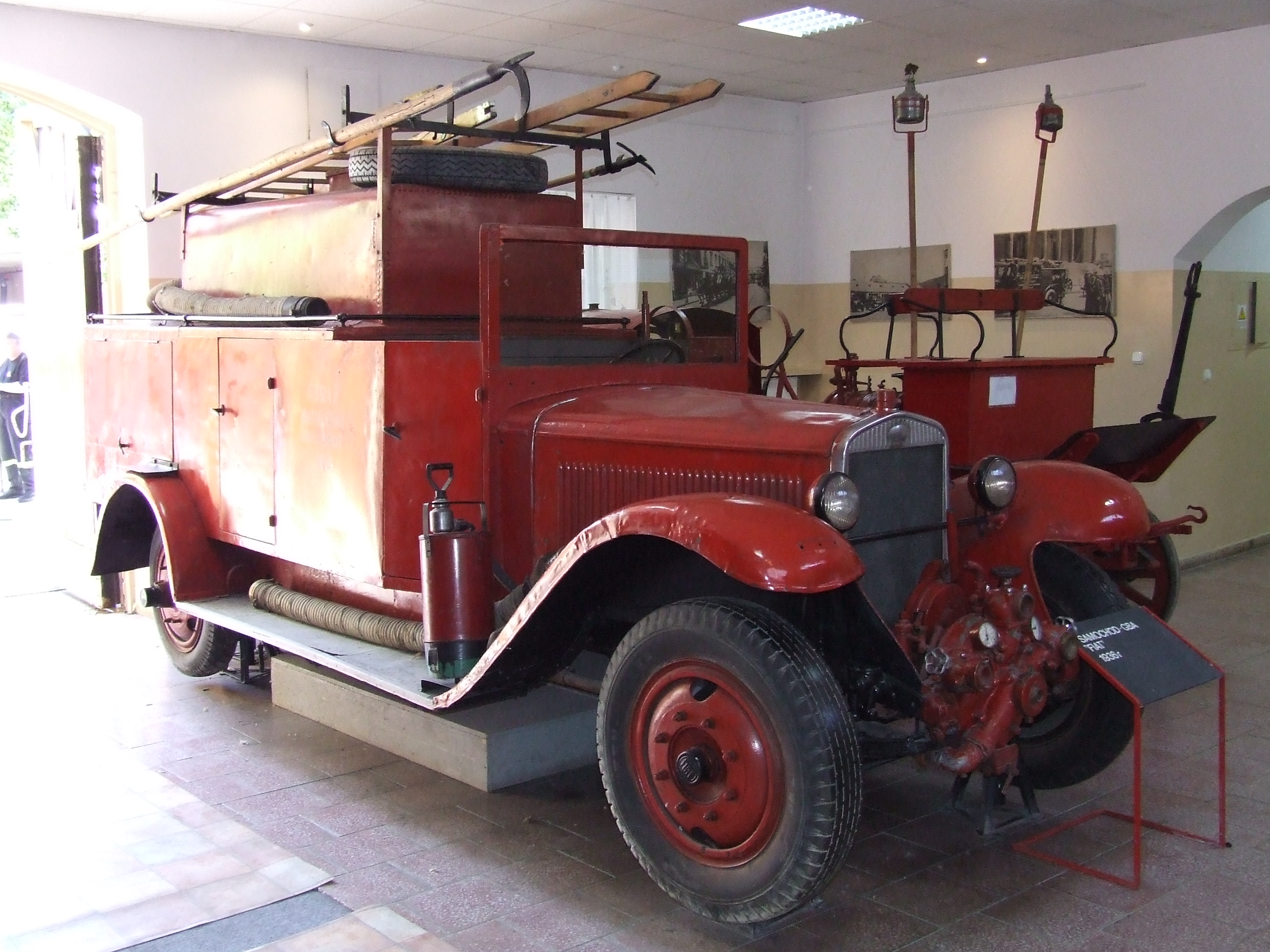
Autopompa su Polski Fiat 621L del 1936 esposta al Museo dei vigili del fuoco di Varsavia.
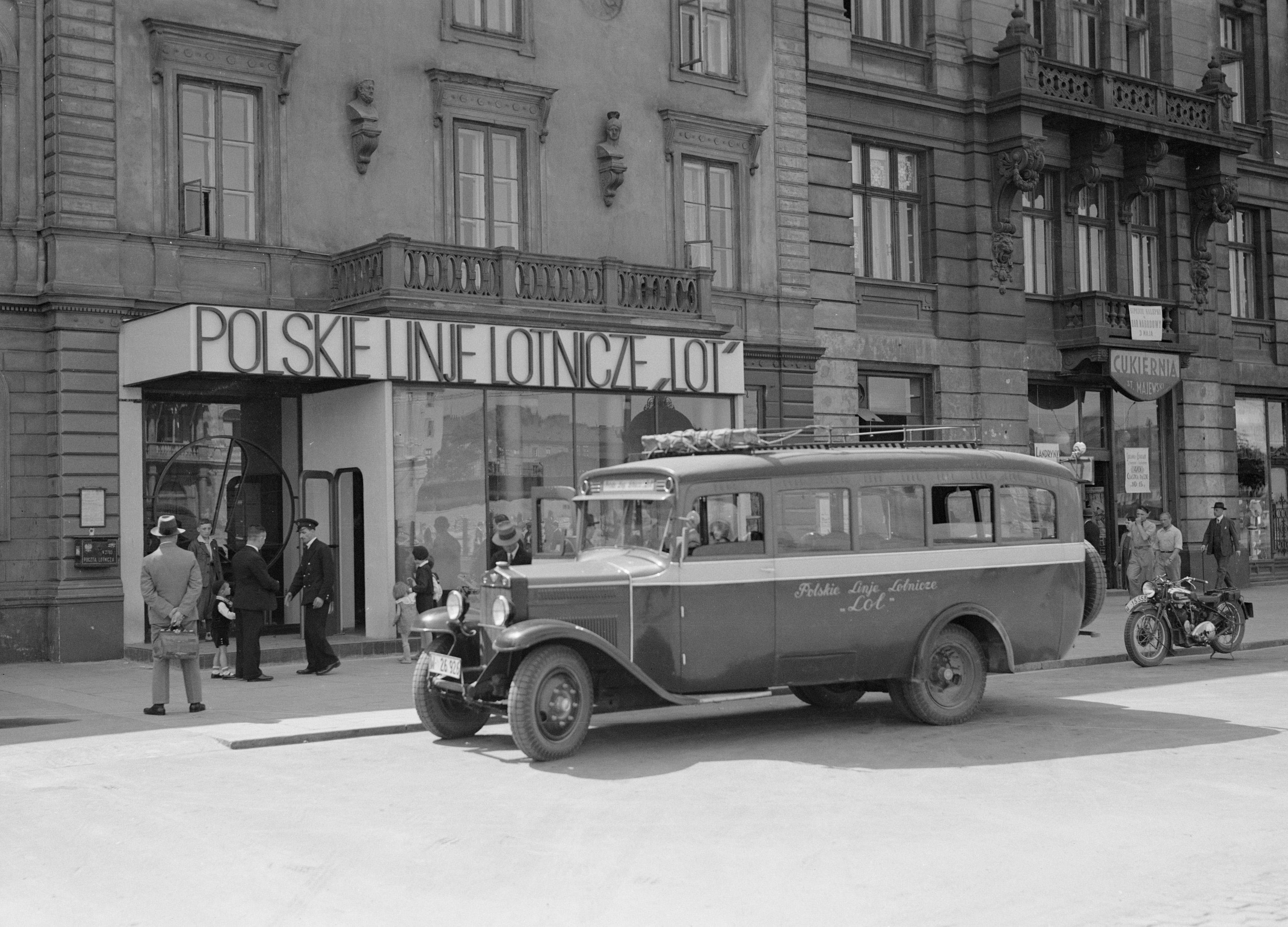
Autobus su Polski Fiat 621R della LOT Polish Airlines.
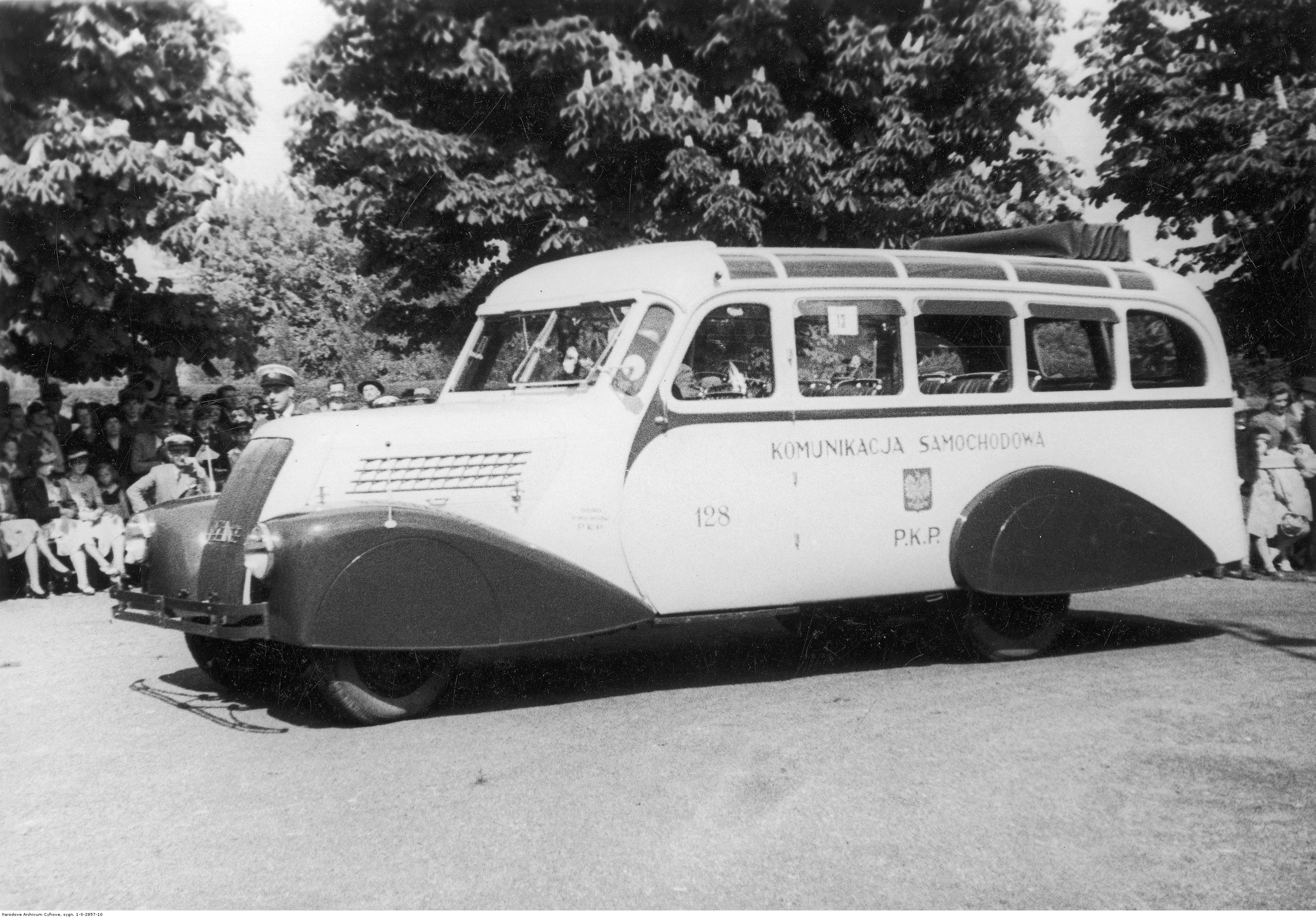
Autobus su Polski Fiat 621R
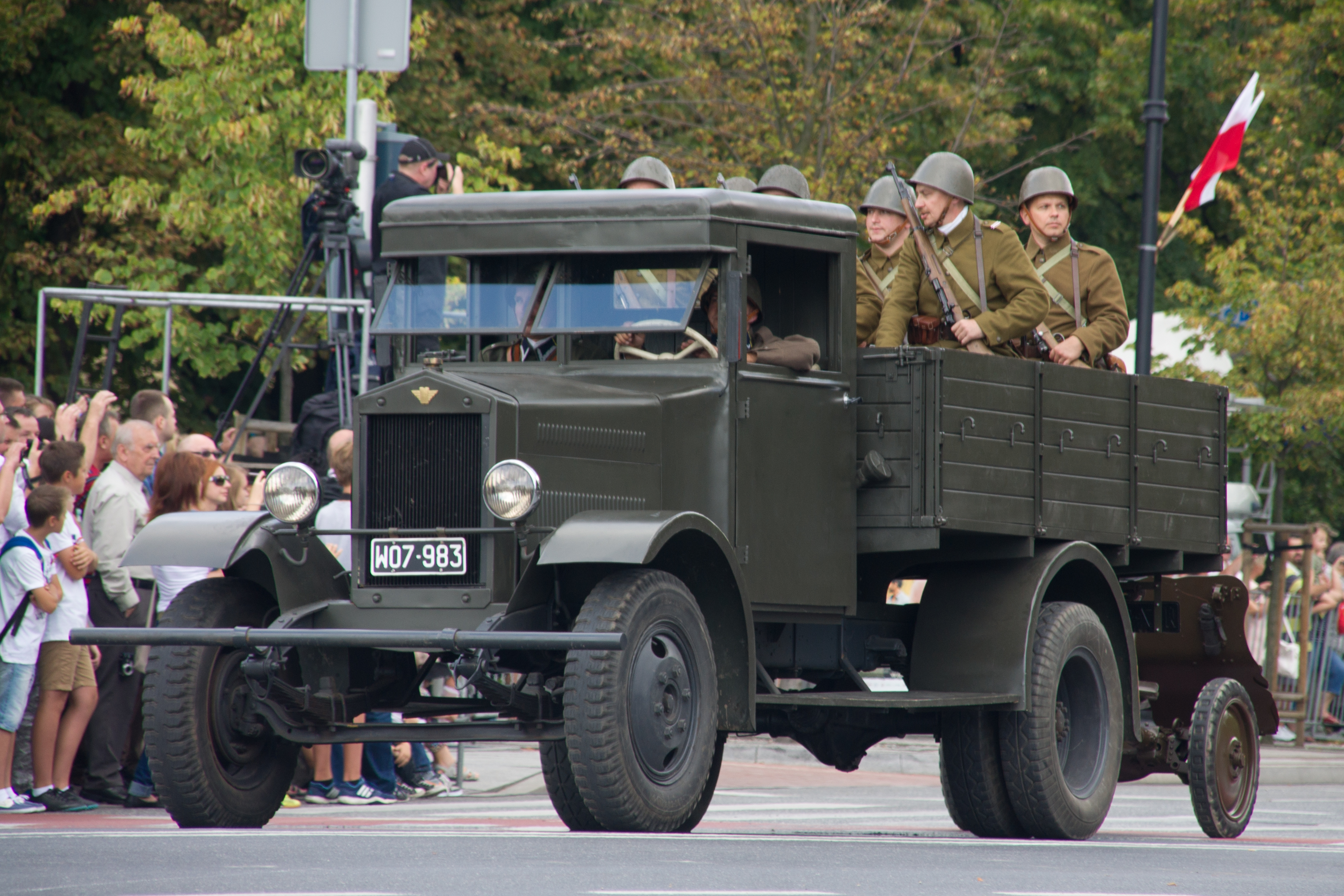
Fiat 621 militare wz. 34 (replica)
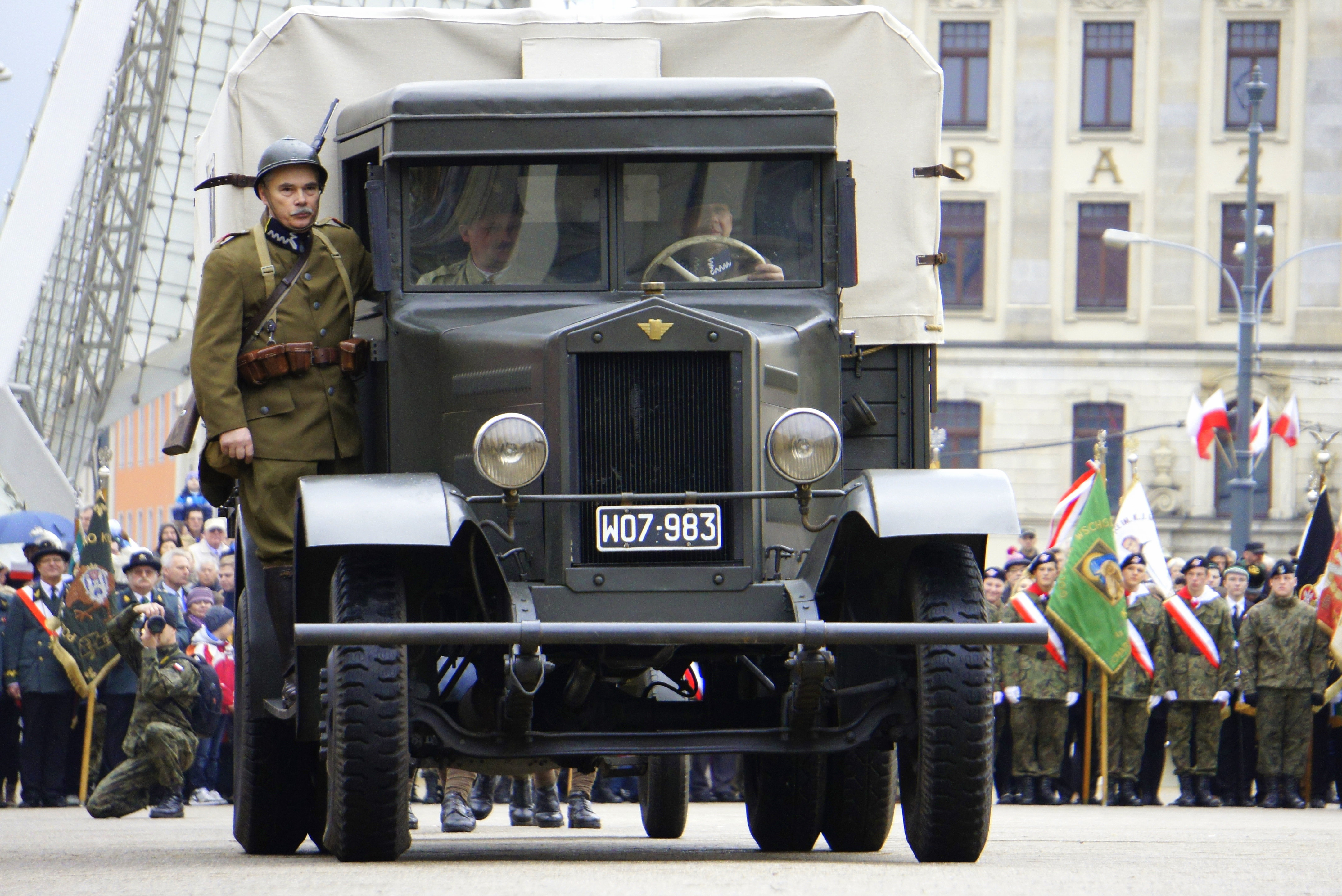
Fiat 621 militare wz. 34 (replica)
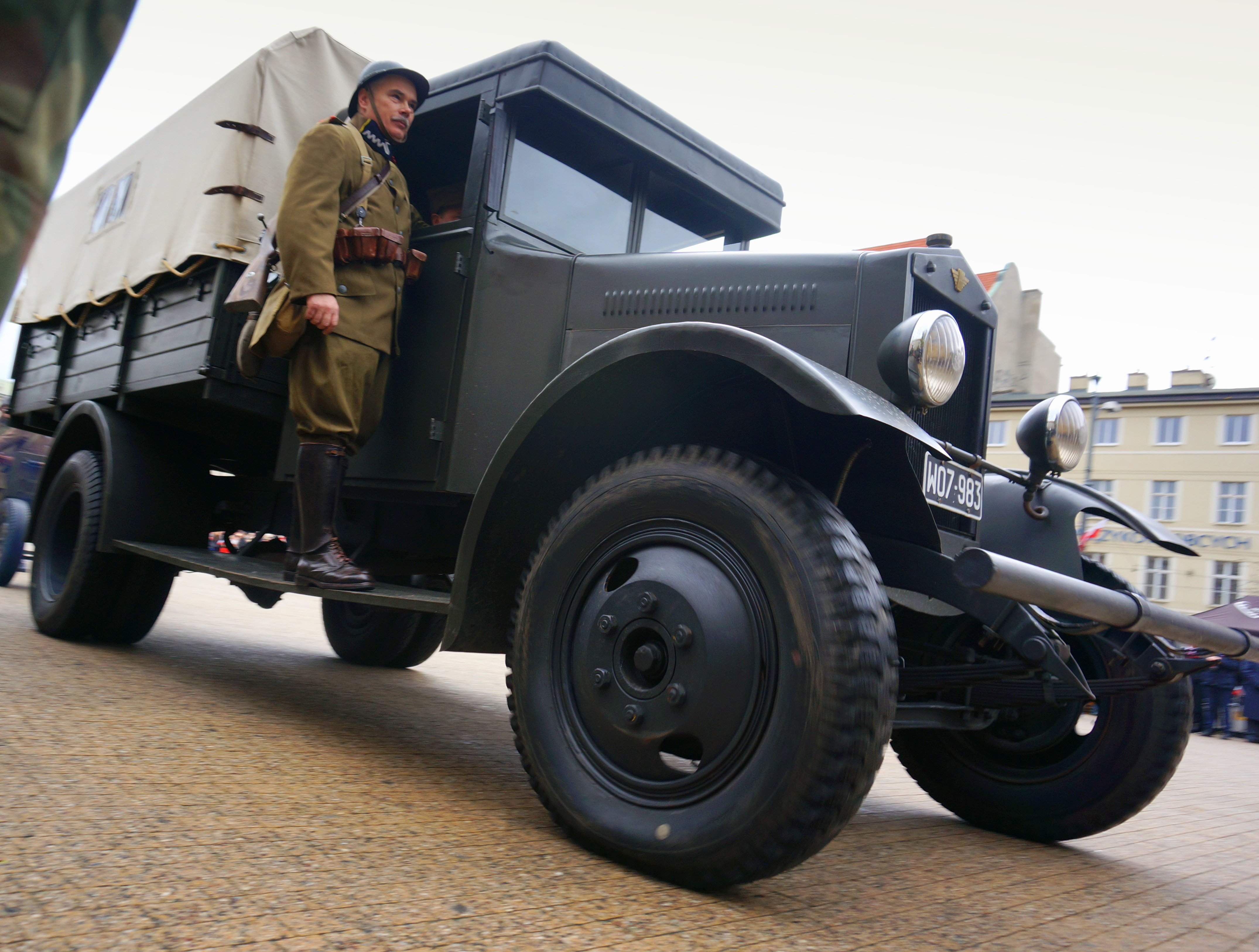
Fiat 621 militare wz. 34 (replica)